# 莫干山547号
莫干山547号又名杜公馆，位於浙江省湖州市德清縣莫干山景區境內。
莫干山547号杜公馆建于1935年，业主为杜月笙，与林海别墅（莫干山546号）隔路相对。
莫干山547号后来成为浙江省工商行政管理局休养所。

## 外部連結
- 莫干山